# Ліпарит
Ліпарит (рос. липарит, англ. liparite, rhyolith; нім. Liparit m, Rhyolith m) — 

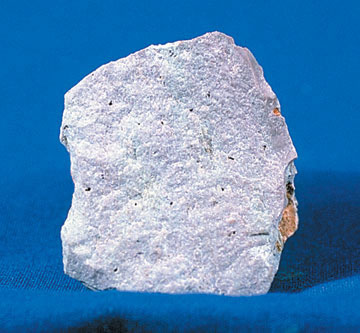
Ліпарит

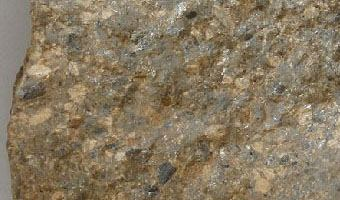
Палеоліпарит

1. Кайнотипна магматична гірська порода, ефузивний аналог граніту, що складається переважно з санідину, плагіоклазу, кварцу та кремнієвої кислоти. Структура склоподібна чи прихованокристалічна. Осн. маса склувата або мікрофельзитова (результат девітрифікації скла), рідше сферолітова. Вулканічне скло від 50 до 100 %. Л. — щільні, рідше пористі, кислі породи, зі склоподібною основною масою рожевого, білого, сірого, іноді зеленуватого, блакитнуватого або майже чорного кольору та порфіровими вкрапленнями кварцу, кислого плагіоклазу, калієвого польового шпату зрідка біотиту, піроксенів або рогової обманки. Сер. хім. склад за Делі (% мас.): SiO2 — 72, 80; ТіО2 — 0,33; Al2O3 — 13,49; Fe2O3 — 1,45; FeO — 0,88; MnO — 0,08; MgO — 0,38; CaO — 1,2; Na2О — 3,38; К2О — 4,46; Н2О — 1,47; Р2O5 — 0,08. До Л. відносять також вулканіти з вмістом SiO2 понад 73 % мас. Л. складають вулканічні покриви, пласти, куполи, дайки тощо. Розповсюджені у всіх вулканічних районах світу. Використовуються для виробництва щебеню, як облицювальний камінь.
2. Зайва назва хризоколи. Від назви Ліпарських островів (F.Lasoria, 1846).
3. Зайва назва флюориту. Від грецьк. «ліпарос» — блискучий (E.F.Glocker, 1847).
4. Назва тальку залізного (A.E.Arppe, 1858).
5. Зайва назва алюногену залізистого (J.Roth, 1861).